# Antonio Giovanni Giuseppe Lucovich
Antonio Giovanni Giuseppe Lucovich (in croato Antun Ivan Luković; Perzagno, 30 maggio 1729 – Cittanova, 2 dicembre 1794) è stato un vescovo cattolico dalmata.

## Biografia
Lucovich nacque il 30 maggio 1729 a Perzagno, località nei pressi delle Bocche di Cattaro. Compì gli studi a Padova, dove si laureò in teologia nel 1752. Ritornato nella sua terra, divenne sacerdote e successivamente assunse ruoli importanti come esaminatore prosinodale, convisitatore e vicario generale a Cattaro.
Il 20 settembre 1784 fu nominato vescovo da papa Pio VI e ricevette la consacrazione episcopale il 30 novembre dello stesso anno nella basilica di San Pietro di Castello per mano del patriarca Federico Maria Giovanelli, con co-consacranti Giovanni Maria Antonio dall'Ostia, vescovo di Arbe, e Stefano Domenico Sceriman, vescovo di Caorle. Il 23 ottobre 1785 arrivò a Cittanova, dove avrebbe servito per dieci anni, alternando il suo ministero tra Buie e Cittanova, mostrando un atteggiamento pacato e metodico. Lucovich morì il 2 dicembre 1794, nel suo palazzo vescovile a Cittanova. Fu sepolto nella cripta dei vescovi.

## Genealogia episcopale
La genealogia episcopale è:
- Cardinale Scipione Rebiba
- Cardinale Giulio Antonio Santori
- Cardinale Girolamo Bernerio, O.P.
- Arcivescovo Galeazzo Sanvitale
- Cardinale Ludovico Ludovisi
- Cardinale Luigi Caetani
- Cardinale Ulderico Carpegna
- Cardinale Paluzzo Paluzzi Altieri degli Albertoni
- Papa Benedetto XIII
- Papa Benedetto XIV
- Papa Clemente XIII
- Cardinale Giovanni Francesco Albani
- Cardinale Carlo Rezzonico
- Patriarca Federico Maria Giovanelli
- Vescovo Antonio Giovanni Giuseppe Lucovich